# Baranello
Baranello község (comune) Olaszország Molise régiójában, Campobasso megyében.

## Fekvése
A megye délnyugati részén fekszik. Határai: Busso, Colle d’Anchise, Spinete és Vinchiaturo.

## Története
A települést az elpusztított Bairanum (vagy Vairanum) lakosai alapították. Első írásos említése 1011-ből származik, amikor Bojano püspöke a Monte Cassinó-i apátságnak ajándékozta. A 12. századtól nemesi birtok lett. A 19. század elején nyerte el önállóságát, amikor a Nápolyi Királyságban felszámolták a feudalizmust.

## Népessége
A népesség számának alakulása:

## Főbb látnivalói
- Fontana a Cerere (díszkút)
- Santa Maria ad Nives-templom
- San Michele Arcangelo-templom
- San Biase-templom